# Новодеревеньковское сельское поселение
Новодеревеньковское се́льское поселе́ние — муниципальное образование в Новодеревеньковском районе Орловской области Российской Федерации.
Административный центр — пгт Хомутово.

## История
Статус и границы сельского поселения установлены Законом Орловской области от 12 мая 2004 года № 401-ОЗ «О статусе, границах и административных центрах муниципальных образований на территории Новодеревеньковского района Орловской области»

## Население
| 2010 | 2012 | 2013 | 2014 | 2015 | 2016 | 2017 |
| ---- | ---- | ---- | ---- | ---- | ---- | ---- |
| 905  | ↘838 | ↘814 | ↘802 | ↘766 | ↘754 | ↘749 |
| 2018 | 2019 | 2020 | 2021 | 2023 |      |      |
| ↘735 | ↘720 | ↘706 | ↗791 | ↘760 |      |      |

## Состав сельского поселения
| №  | Населённый пункт  | Тип населённого пункта | Население |
| -- | ----------------- | ---------------------- | --------- |
| 1  | Ботвиновский      | посёлок                | 0         |
| 2  | Ветчинкино        | деревня                | ↘11       |
| 3  | Дьячковский       | посёлок                | 80        |
| 4  | Ефимовка          | деревня                | ↘0        |
| 5  | Косарево          | село                   | ↘235      |
| 6  | Логовая           | деревня                | ↘109      |
| 7  | Никольское        | деревня                | ↘271      |
| 8  | Новая Заря        | село                   | ↘197      |
| 9  | Обновлённая Земля | деревня                | 1         |
| 10 | Плоское           | деревня                | 0         |
| 11 | Пьявочное         | деревня                | ↘0        |